# Картер, Стэйси
Стэйси Ли Картер (eng. Stacy Lee Carter)(род. 29 сентября 1970 года) — американская профессиональная рестлерша в отставке, наиболее известна своими выступлениями в World Wrestling Federation, где работала с августа 1999 по февраль 2001 года под псевдонимами Miss Kitty и The Kat. Была чемпионкой WWF среди женщин.

## Ранние годы
Картер родилась в городе Уэст-Мемфис (штат Арканзас). После развода мать Картер переехала в Мемфис (штат Теннеси). Однако Стэйси и её младшие брат и сестра продолжали жить с отцом, который работал полицейским в Арканзасе. По окончании средней школы Картер переехала к своей матери в Мемфис.

## Карьера в профессиональном рестлинге

### Ранняя карьера
Картер узнала о профессиональном рестлинге, благодаря своему возлюбленному Джерри Лоулеру. Её профессиональный дебют состоялся 18 апреля 1998 года в промоушене «Power Pro Wrestling», в городе Джонсборо (штат Арканзас).

### World Wrestling Federation

#### Союз с Чайной; Чемпионка среди женщин (1999—2000)
Картер впервые появилась на флагманской программе World Wrestling Federation (WWF) «Raw is War» в августе 1999 года. Она дебютировала в роли мисс Китти, помощницы Дебры, назначенной ей Джеффом Джарреттом, менеджером которого была Дебра. Их союз завершился после того, как Джаретт проиграл интерконтинентальный титул Чайне на шоу «No Mercy». Поскольку Джарретт покидал компанию после матча, мисс Китти стала менеджером Чайны, подражая её стилю в одежде и нося чёрный парик.
На шоу «Армагеддон» в декабре 1999 года, Мисс Китти выиграла чемпионство среди женщин в матче «Вечерние платья», победив чемпионку Айвори, Жаклин и Барбару «БиБи» Буш, сняв с них платья. Специально приглашенными судьями стали Невероятная Мула и Мэй Янг. На следующий вечер, прежде чем успешно защитить чемпионство против Тори, в матче по правилам «борьба в шоколадном пудинге в стрингах» Китти объявила, что меняет свое имя на «Кэт». В следующий раз она появилась на Королевской Битве, где участвовала в конкурсе купальников за звание «мисс Королевская Битва», появившись в купальнике, сделанном из пузырчатой пленки. Конкурс, однако, выиграла Мэй Янг. Она проиграла чемпионство на Raw от 31 января Хервине в матче по правилам Lumberjill Snowbunny, который проходил в заснеженном бассейне в окружении женщин-рестлеров, целью которых было не дать Кэт и Хервине покинуть бассейн.

#### Вражда с Терри Раннелс (2000)
Затем Кэт начала экранную вражду с Терри Раннелс, хотя ни та, ни другая не были полностью подготовленными рестлерами. На Рестлмании 2000 Раннелс (в сопровождении Невероятной Мулы) победила Кэт (с Мэй Янг) в матче по правилам «кэтфайт». Вал Венис был специальным приглашенным судьей, но он отвлекся во время матча, когда Янг поцеловал его, что позволило Муле вытащить Кэт с ринга. Когда Венис увидел её вне ринга, он объявил Раннелс победительницей. После матча Кэт атаковала Раннелса, сняв штаны, чтобы обнажить её стринги. Вражда продолжалась, и дуэт провел матч по армрестлингу на шоу «Восстание». Кэт одержала победу, но после матча Раннелс сняла с Кэт топ, обнажив её грудь. Женщины продолжали враждовать в течение всего лета, встречаясь в смешанных командных матчах. В июне 2000 года Кэт попыталась вернуть себе чемпионство среди женщин, приняв участие в первой в истории женской королевской битве, чтобы стать претенденткой № 1, в которой также участвовали Лита, Жаклин и Айвори, но была выбита своей соперницей Терри. Вражда всплыла в матче по правилам «Thong Stink Face» на SummerSlam, который Кэт выиграла, исполнив прием «Stinkface» на Раннелс. Время от времени она объединялась с Джерри Лоулером, Рикиши и Элом Сноу в командных матчах против Терри с Дином Маленко и Перри Сатурном.

#### Вражда с Right to Censor (2001)
В начале 2001 года Кэт начала новую сюжетную линию с «Right to Censor», группировкой рестлеров, якобы желающих обуздать вульгарность «Эпохи отношения». В это время Кэт также начала соревноваться на различных территориях развития WWF с такими, как Виктория, Молли Холли, Жасмин Сэнт-Клэр и Синтия Линч. На No Way Out, Джерри Лоулер, сопровождаемый Кэт, проиграл матч Стивену Ричардсу, главе группировки, после того, как Кэт по ошибке ударила Лоулера женским чемпионским поясом. В результате того, что Лоулер проиграла матч, она была вынуждена присоединиться к группировке.
27 февраля 2001 года Кэт была внезапно отстранена из WWF в середине сюжетной линии «Right to Censor». В результате, её муж Джерри Лоулер также уволился из компании. По словам Лоулера, Кэт была уволена из WWF, потому что Винс Макмэн решил покончить с данной сюжетной линией. Другие инсайдеры называют причиной её увольнения негативное отношение к Кэт за кулисами. В 2021 году профессиональный рестлинг-комментатор и член Зала славы WWE Джим Росс заявил, что причина ухода Кэт из WWE была "основана на том, что сказали сценаристы, с ней было слишком трудно работать. Итак, они поймали Винса в тот день, когда он, по-видимому, был не в самом лучшем настроении. Мне позвонили в офис Винса: «Я хочу, чтобы она ушла». «Что?» «Я хочу, чтобы она ушла сегодня». «Итак, вы знаете, вот где ваша работа становится очень сложной, и слово Винса Макмэна было окончательным».

### После WWE (2001, 2010—2011, 2015)

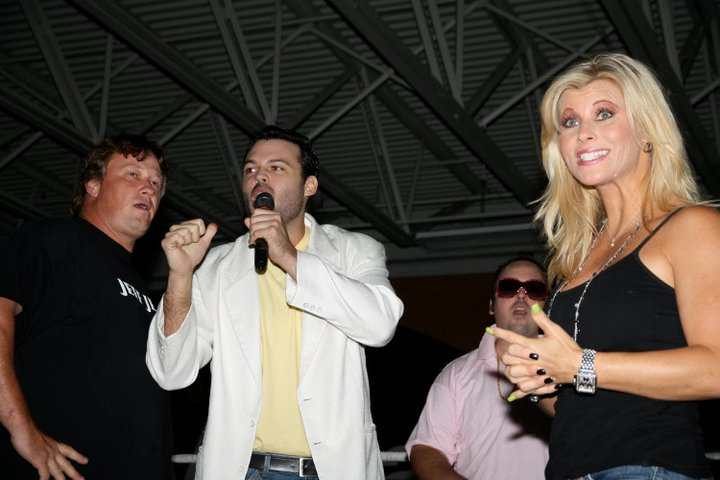
Картер на независимом мероприятии в 2010 году

После того, как Картер и Лоулер покинули WWF, они работали с различными независимыми федерациями по рестлингу. Она ушла из рестлинга в 2001 году. Они также подписали контракт с «Tri-Star Productions» и работали в Memphis Championship Wrestling. Картер дебютировала за Tri-State Wrestling Alliance (TWA) 5 июня 2010 года на мероприятии TWA Homecoming event в Плимут-Митинге, штат Пенсильвания, где она объединилась с Demolition (Акс и Смэш) победив Шиту и «Nigerian Nightmares» (Майфу и Сайфу) в матче по правилам смешанных команд из 6 человек. Картер дебютировала за Stranglehold Wrestling (SHW) 26 августа 2010 года на туре «Stranglehold Devils Playground Tour» в Ошаве, Онтарио, Канада, где она участвовала в матче по армрестлингу против взбешенного Пита. Позже в том же турнире Картер сопровождал Шинна Бохди на ринг, где тот сразился с Джорджем Терзисом. Её последним матчем была совместная игра с Шинн Бохди, победившей «Massive Damage» и «Sexy Samantha» на турнире Future Stars of Wrestling (FSW) в Лас-Вегасе 18 апреля 2011 года.
В 2015 году Картер была показана в качестве гостя в документальном фильме WWE под названием «Хорошо быть королем: история Джерри Лоулера», в котором фигурировал её бывший муж Джерри Лоулер. В том же году она также появилась в эпизоде The WWE List, цифрового сериала, который транслировался на WWE.com.

## Личная жизнь
Картер познакомилась с Джерри Лоулером, своим будущим мужем, на благотворительном матче по софтболу в средней школе Тредвелл в Мемфисе 23 июля 1989 года, за два месяца до своего девятнадцатилетия. Она присутствовала на игре со своей матерью, которая встречалась с одним из игроков команды, за которую также играл Лоулер. Лоулер, однако, в то время был женат, и утверждает, что, когда впервые встретил Картер, он рассматривал возможность интрижки. После того, как Лоулер расстался со своей женой, Картер переехала к нему. Когда Картер впервые встретила Лоулера, она работала кассиром в банке. Позже Лоулер помог ей устроиться на работу в фотостудию, а также она открыть собственную парикмахерскую.
Лоулер и Картер поженились в сентябре 2000 года. Пока они были вместе, бывшая профессиональная рестлерша Мисси Хайатт предложила Картер 10 000 долларов за то, чтобы она позировала обнаженной на её веб-сайте, но Картер отказалась от этого предложения. Картер решила уйти от Лоулера в июле 2001 года, и вскоре после этого они расстались. Она оставила профессиональный рестлинг после расставания с Джерри Лоулером. Некоторое время после развода она работала в сфере недвижимости в округе Ли, штат Флорида, в компании «Century 21 Real Estate».
Картер и профессиональный рестлер Ник Цветкович объявили о своей помолвке 12 июня 2010 года. Цветкович и Картер поженились в Сент-Питерсберге, штат Флорида, 29 июля 2010 года на пляже в присутствии многих членов семьи и друзей. Стеван Цветкович (младший брат Николаса) и Эдж оба были шаферами. Джимми Харт выдавал Картер на церемонии. Они развелись в 2013 году.

## Фильмография

### Фильм
| Год  | Название                          | Роль            | Примечания         |
| ---- | --------------------------------- | --------------- | ------------------ |
| 1999 | Человек на Луне (Man on the Moon) | Девушка Лоулера | В титрах не указан |

### Видеоигры[править]
| Год выпуска | Название                                                          | Примечания        | Ссылка. |
| ----------- | ----------------------------------------------------------------- | ----------------- | ------- |
| 2000        | WWF Не знает пощады (WWF No Mercy)                                | Дебют в видеоигре |         |
| 2000        | Разгром WWF! 2. Знай свою роль (WWF SmackDown! 2: Know Your Role) | —                 |         |

## Чемпионаты и достижения[править]
- Всемирная федерация рестлинга:
  - Чемпионат WWF среди женщин (1 раз) (WWF Women’s Championship)